# 张家鲁
張家魯（1970年—），台湾编剧，国立政治大学社会学系毕业，取得国立台北艺术大学戏剧硕士学位。曾任杂志编辑、电视台企划，之后成为南方电影公司专任编剧和审稿人。在台湾编写多部电影和电视剧本，其电影编剧作品三次获中华民国新闻局优良电影剧本。后来他与著名监制、导演陈国富合作开发出多部电影，如《天下无贼》、《狄仁杰之通天帝国》、《狄仁杰之神都龙王》，以及《寻龙诀》等。

## 编剧作品
- 1995年《台风季节》
- 1997年《英雄向后转》
- 1998年《超級天兵之機車班長》
- 2004年《天下无贼》、《破功高手》
- 2005年《梅兰芳》
- 2007年《心中有鬼》[1]
- 2009年《風聲》
- 2010年《狄仁杰之通天帝国》
- 2011年《轉山》
- 2012年《太極1從零開始》《太極2英雄崛起》
- 2013年《狄仁傑之神都龍王》
- 2014年《逆轉勝》
- 2015年《寻龙诀》

## 监制作品
- 2018年《風中有朵雨做的雲》（娄烨导演）

## 奖项
- 2005年《天下无贼》获第42届金马奖最佳改编剧本奖

## 外部連結
- 张家鲁在互联网电影资料库（IMDb）上的資料（英文）（英文）
- 在AllMovie上张家鲁的頁面（英文）
- 张家鲁在香港影庫上的簡介
- 张家鲁在豆瓣上的资料（简体中文）
- 张家鲁在时光网上的簡介（简体中文）